# تپه دم زاغه ۱
تپه دم زاغه ۱ مربوط به دوران‌های تاریخی پس از اسلام است و در شهرستان قزوین، بخش طارم سفلی، روستای بهرام آباد واقع شده و این اثر در تاریخ ۱۰ مهر ۱۳۸۰ با شمارهٔ ثبت ۳۹۰۵ به‌عنوان یکی از آثار ملی ایران به ثبت رسیده است.